# Belaja Kalitva-i járás
A Belaja Kalitva-i járás (oroszul: Белокалитвинский муниципальный район) Oroszország egyik járása a Rosztovi területen. Székhelye Belaja Kalitva.

## Népesség
- 1989-ben 28 009 lakosa volt.
- 2002-ben 28 294 lakosa volt.
- 2010-ben 102 039 lakosa volt, melyből 92 923 orosz, 1 655 ukrán, 859 cigány, 849 örmény, 357 fehérorosz, 275 tatár, 141 udmurt, 122 azeri, 117 moldáv, 96 grúz, 86 német, 63 török, 51 csuvas, 50 koreai, 47 mordvin, 43 oszét, 36 mari, 36 üzbég, 31 magyar, 30 görög, 25 csecsen stb.